# Thomas Spencer

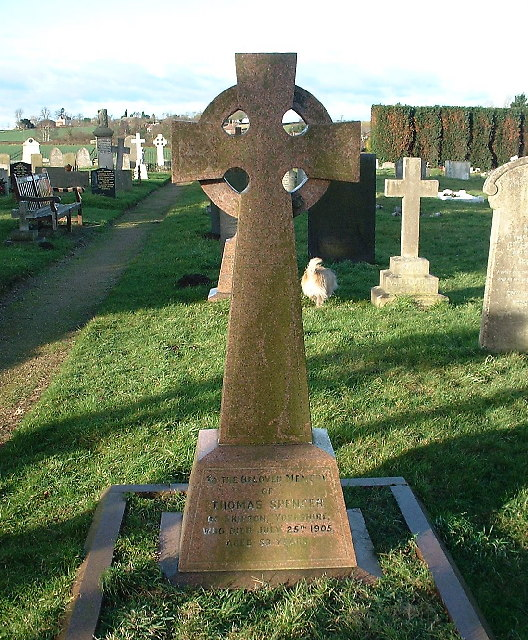
Grób Spencera w Whittington, Staffordshire

Thomas Spencer (ur. 1852 r. w Skipton, zm. 25 lipca 1905 r.) – współzałożyciel sieci handlowej Marks & Spencer.